# Сс
Cc, cc – dwuznak cyrylicy.

## Zastosowanie
Dwuznak Cc występuje w języku lakijskim. Dwuznak ten oznacza bliźniaczy dźwięk [s], czyli spółgłoskę szczelinowo dziąsłowo bezdźwięczną.